# Konrad Dressler
Konrad Dressler (KD) war ein Spielwarenhersteller aus dem Raum Nürnberg, der aus Blech und Kunststoff bis 1970 einfach gehaltene Modelle in den Nenngröße 0 und H0 produziert hat.

## Geschichte
Im Jahre 1917 wurde die Firma von Konrad Dreßler in Fürth gegründet. Bei den ersten Produkten handelte es sich um Haushaltsbedarf, wie z. B. Türgriffe oder Zigarettenstopfer. Fünf Jahre nach der Gründung wurde mit der Produktion von Spielwaren begonnen. Hauptsächlich wurden mit Pferden bespannte Kanonen und Militärkutschen hergestellt. 1946 wurde die erste Spur 0 Eisenbahn ausgeliefert. 1956 begann die Produktion der im Zweileitersystem mit 14 Volt Gleichstrom betriebenen Spur H0 Eisenbahnen, für zwei Jahre konnten Schienen des Unternehmens Fleischmann exklusiv vertrieben werden. 1962 wurde die Produktion der Spur 0 Eisenbahnen und der anderen Produkte zu Gunsten einer ausschließlichen Fertigung der Spur H0 Eisenbahnen aufgegeben. Der Vertrieb erfolgte weitgehend über die Quelle GmbH, die sich jedoch 1970 für den Vertrieb der Produkte des billigeren Anbieters Lima entschied. Damit fehlte dem Unternehmen Konrad Dressler die wirtschaftliche Existenzgrundlage.